# Percophidae

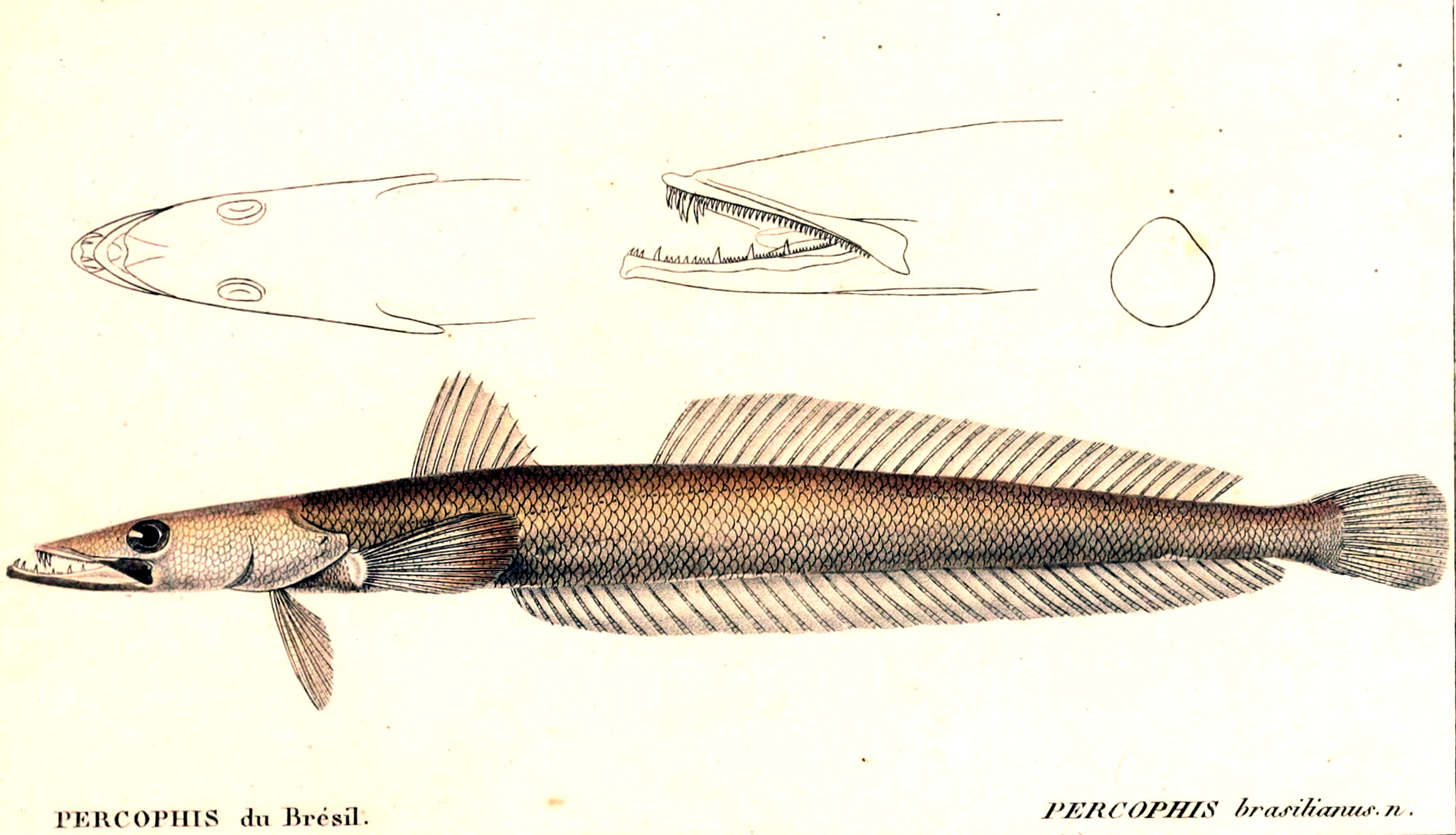
Percophis brasiliensis

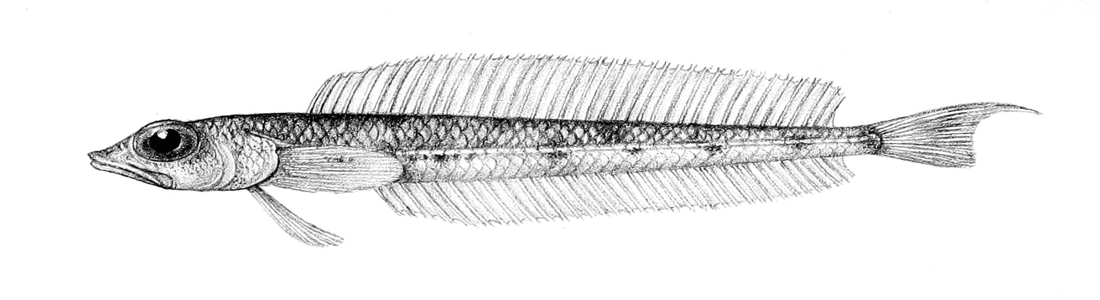
Hemerocoetes macrophthalmus

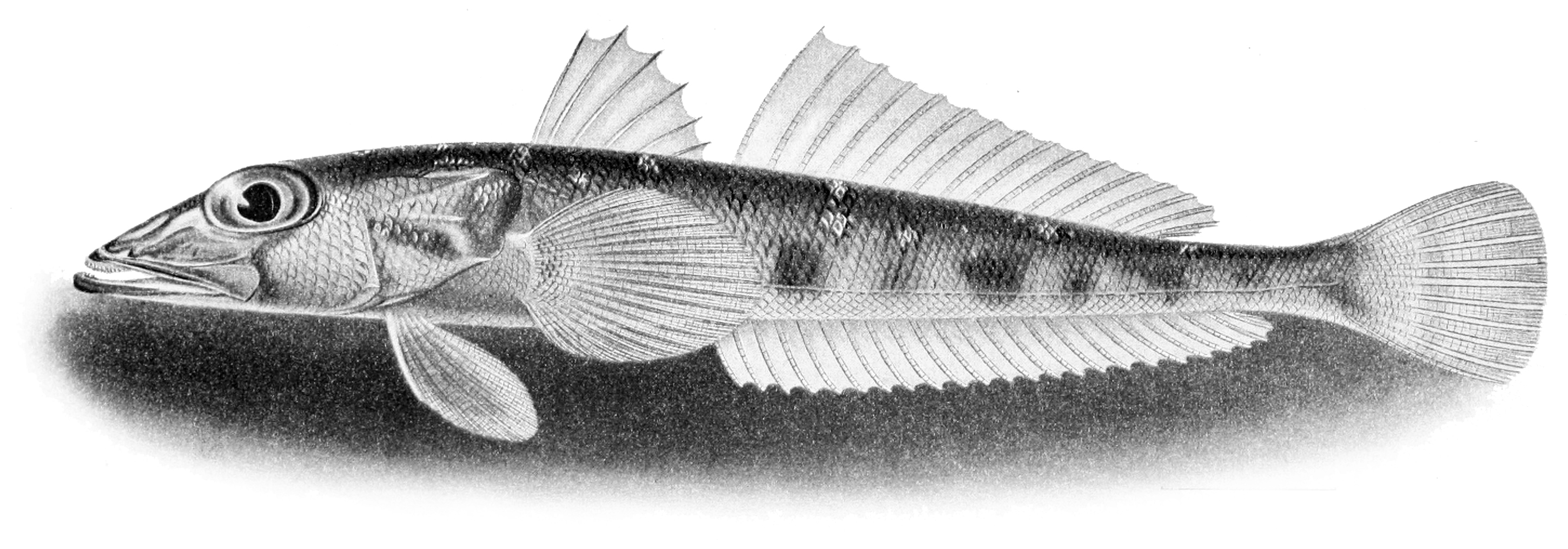
Chrionema chryseres

I Percophidae sono una famiglia di pesci ossei marini appartenenti all'ordine Perciformes.

## Distribuzione e habitat
Vivono in tutti gli oceani tranne l'Oceano Pacifico nordorientale. Sono assenti dal mar Mediterraneo e dai mari europei. La maggior parte delle specie vive a qualche centinaio di metri di profondità ma alcune popolano acque poco profonde o ambienti abissali.

## Descrizione
Questi pesci hanno corpo allungato e testa piatta. Gli occhi sono in genere grandi. La pinna dorsale è ampia e priva di raggi spiniformi; la pinna anale è ampia.
La specie più grande è Percophis brasiliensis che arriva a superare i 50 cm.

## Specie
- Genere Acanthaphritis
  - Acanthaphritis barbata
  - Acanthaphritis grandisquamis
  - Acanthaphritis ozawai
  - Acanthaphritis unoorum
- Genere Bembrops
  - Bembrops anatirostris
  - Bembrops cadenati
  - Bembrops caudimacula
  - Bembrops curvatura
  - Bembrops filiferus
  - Bembrops gobioides
  - Bembrops greyi
  - Bembrops heterurus
  - Bembrops macromma
  - Bembrops magnisquamis
  - Bembrops morelandi
  - Bembrops nelsoni
  - Bembrops nematopterus
  - Bembrops ocellatus
  - Bembrops platyrhynchus
  - Bembrops quadrisella
  - Bembrops raneyi
- Genere Chrionema
  - Chrionema chlorotaenia
  - Chrionema chryseres
  - Chrionema furunoi
  - Chrionema pallidum
  - Chrionema squamentum
  - Chrionema squamiceps
- Genere Dactylopsaron
  - Dactylopsaron dimorphicum
- Genere Enigmapercis
  - Enigmapercis acutirostris
  - Enigmapercis reducta
- Genere Hemerocoetes
  - Hemerocoetes artus
  - Hemerocoetes macrophthalmus
  - Hemerocoetes monopterygius
  - Hemerocoetes morelandi
  - Hemerocoetes pauciradiatus
- Genere Matsubaraea
  - Matsubaraea fusiforme
- Genere Osopsaron
  - Osopsaron formosensis
  - Osopsaron karlik
  - Osopsaron verecundum
- Genere Percophis
  - Percophis brasiliensis
- Genere Pteropsaron
  - Pteropsaron evolans
  - Pteropsaron heemstrai
  - Pteropsaron incisum
  - Pteropsaron longipinnis
  - Pteropsaron natalensis
  - Pteropsaron neocaledonicus
  - Pteropsaron springeri
- Genere Squamicreedia
  - Squamicreedia obtusa[2]